# Vido II.
Vido od Spoleta, odnosno Guido (umro 894.) je bio car Svetog Rimskog Carstva 891. – 894. godine i vojvoda od Spoleta 883. – 894. godine.
Guido od Spoleta je bio sin Guida I. kojemu car Lotar I. dodjeljuje Spoletsko vojvodstvo zbog njegovog vjenčanja Lotarovom kćerkom.
U trenutku smrti oca 880. godine to novostvoreno vojvodstvo se dijeli između Guida i njegovog brata Lamberta samo da bi bilo ponovno ujedinjeno tri godine potom. Zahvaljujući nestanku Karolinške dinastije s vlasti u Francuskoj Guido dobiva poziv 888 godine od nadbiskupa Reimsa da postane francuski kralj. Tek kada se već nalazio u Francuskoj stiže mu vijest o tamošnjoj krunidbi Oda za kralja nakon čega se neobavljenog posla vratio u Italiju gdje vodi rat za potpunu vlast nad poluotokom protiv Berengara . 
Trenutačni vojni uspjeh koji mu na pladnju pruža Rim 891. godine ima kao svoju neminovnu posljedicu prisiljavanje tamošnjeg pape da ga okruni za cara Svetog Rimskog Carstva pošto ovu titula tada već 4 godine ne drži niti jedna osoba. Tom krunidbom počinje potpuno srozavanja vrijednosti carskog naslova pošto Guido kao carski nasljednik Karla Velikog vlada samo dijelom južne Italije i ničim drugim. Italija naime tada već ima svoga nezavisnog kralja Berengara s kojim će voditi rat sve do smrti.
Njegova smrt 894. godine ništa ne mijenja pošto ga nasljeđuje sin Lambert od Spoleta, koji je okrunjen još tijekom očeva života.  
| Prethodnik: Karlo III. | Car Svetog Rimskog Carstva | Nasljednik: Lambert od Spoleta |